# 何婕
何婕（11月30日—），浙江省金华市兰溪市人。SMG融媒体中心主持人，播音指导（正高），中共党员。本科毕业于上海铁道学院（现并入同济大学）运输管理工程系，硕士毕业于复旦大学新闻学院，获文学硕士学位。

## 简介
在就读上海铁道学院期间，曾是摇滚乐队主唱，代表校队参加上海市大学生辩论赛，获最佳辩手称号。
2000年硕士毕业后进入原上海东方电视台工作，历任《东视广角》专题记者、《媒体大搜索》主持人、《东视夜新闻》制片人、主持人等职。
2006年转投上视新闻综合频道主持辩论节目《撞击》。一年后，《撞击》停播，何婕加入《新闻夜线》，成为《新闻夜线》整合后的第一代主持人之一。
2009年，何婕怀孕，暂别荧屏，直到2010年因主持《世博传奇》《世博奇妙夜》《世博会客厅》而宣布复出。
2011年转投东方卫视主持《东方夜新闻》《大爱东方》。
2013年5月开始主持《防务新时空》，直至2018年1月停播。
2018年10月开始主持《中国长三角》。
2019年1月开始主持《今晚60分》和《这就是中国》。
除常规主持外，何婕亦参与主持改革开放40周年特别报道、首届中国国际进口博览会特别报道、马克思诞辰200周年特别节目、洋山港开港直播报道、中国首个自贸试验区成立特别报道、“311东日本大地震”直播报道、2010中国上海世博会特别报道、汶川地震特别报道等重大直播报道。
何婕的丈夫为主持人林海，已于2007年11月2日在上海万豪大酒店举行婚礼。育有一女，小名“小宝”。

## 获奖与提名
- 2011年度中国播音主持“金话筒”奖
- 全国德艺双馨电视艺术工作者
- 上海市德艺双馨电视艺术工作者
- 上海市五四青年奖章
- 上海文化新人
- 2011年度上海广播电视台优秀播音员主持人
- 2012年度上海广播电视台名播音员主持人[1]
- 2024年获第2届中国播音主持“金声奖”[2]。
- 此外曾多次获得上海新闻奖一等奖、上海广电奖一等奖、传媒人奖一等奖。

## 个人专著
- 《书单更新》，华东师范大学出版社，2017年12月。
- 《书单思维》，华东师范大学出版社，2019年。